# Доримедонт
Доримедо́нт (др.-греч. Δορυμέδων) — имя греческого происхождения, означающее «начальник копья» от др.-греч. δόρυ — «копьё» + др.-греч. μέδων, μέδοντος — «властитель, начальник».  Дораскольная форма имени и имя, используемое в настоящее время старообрядцами — Дориме́нт. Разговорная форма — Дормедонт, уменьшительная — Доря, Дора, вариант — Дормидонт .

## Дни памятиправославныхсвятых[3]
- 28 июля — св. Доримедонта
- 19 сентября — св. Доримедонта Синадского
- 31 октября — мученика Доримедонта

## Известные носители
- Доримедонт Доримедонтович Соколов (1837—1896, Санкт-Петербург) — архитектор, инженер, педагог, директор института гражданских инженеров императора Николая I, профессор архитектуры.
- Доримедонт Васильевич Соколов (1805—1855 ) — протоиерей-переводчик.
- Дормедонт Арефанович Трафимович — подполковник, кавалер ордена св. Георгия IV степени.
- Дормедонт Степанович Наумов — полковник, кавалер ордена св. Георгия IV степени

## Персонажи
- Доктор Дормидонт Тихонович Орещенков — персонаж романа Александра Солженицына «Раковый корпус».
- Десятник Доримедонт Неро — персонаж трилогии Арсения Миронова «Древнерусская игра».
- Царь Дормидонт — персонаж мультфильма Приключения Алёнушки и Ерёмы